# Nu2 Draconis
Título a ser usado para criar uma ligação interna é Nu2 Draconis.
Nu2 Draconis (Kuma, 25 Draconis) é uma estrela na direção da constelação de Draco. Possui uma ascensão reta de 17h 32m 15.88s e uma declinação de +55° 10′ 22.1″. Sua magnitude aparente é igual a 4.86. Considerando sua distância de 100 anos-luz em relação à Terra, sua magnitude absoluta é igual a 2.43. Pertence à classe espectral Am.